# Oxmossflyet
Oxmossflyet är en sjö på Oxmossen i Filipstads kommun i Värmland och ingår i Göta älvs huvudavrinningsområde.